# Хачатрян, Хорен Арменакович
Хорен Арменакович Хачатрян (16 марта 1923 — 10 марта 1977) — участник Великой Отечественной войны, командир взвода 390-го стрелкового полка 89-й стрелковой дивизии (Приморская армия, 4-й Украинский фронт), Герой Советского Союза (1944), лейтенант.
Учёный, специалист в области машиностроения и механизации сельского хозяйства.
Доктор технических наук (1964 год), профессор (1966 год), член-корреспондент Всесоюзной академии сельскохозяйственных наук имени В. И. Ленина (1967 год).

## Биография

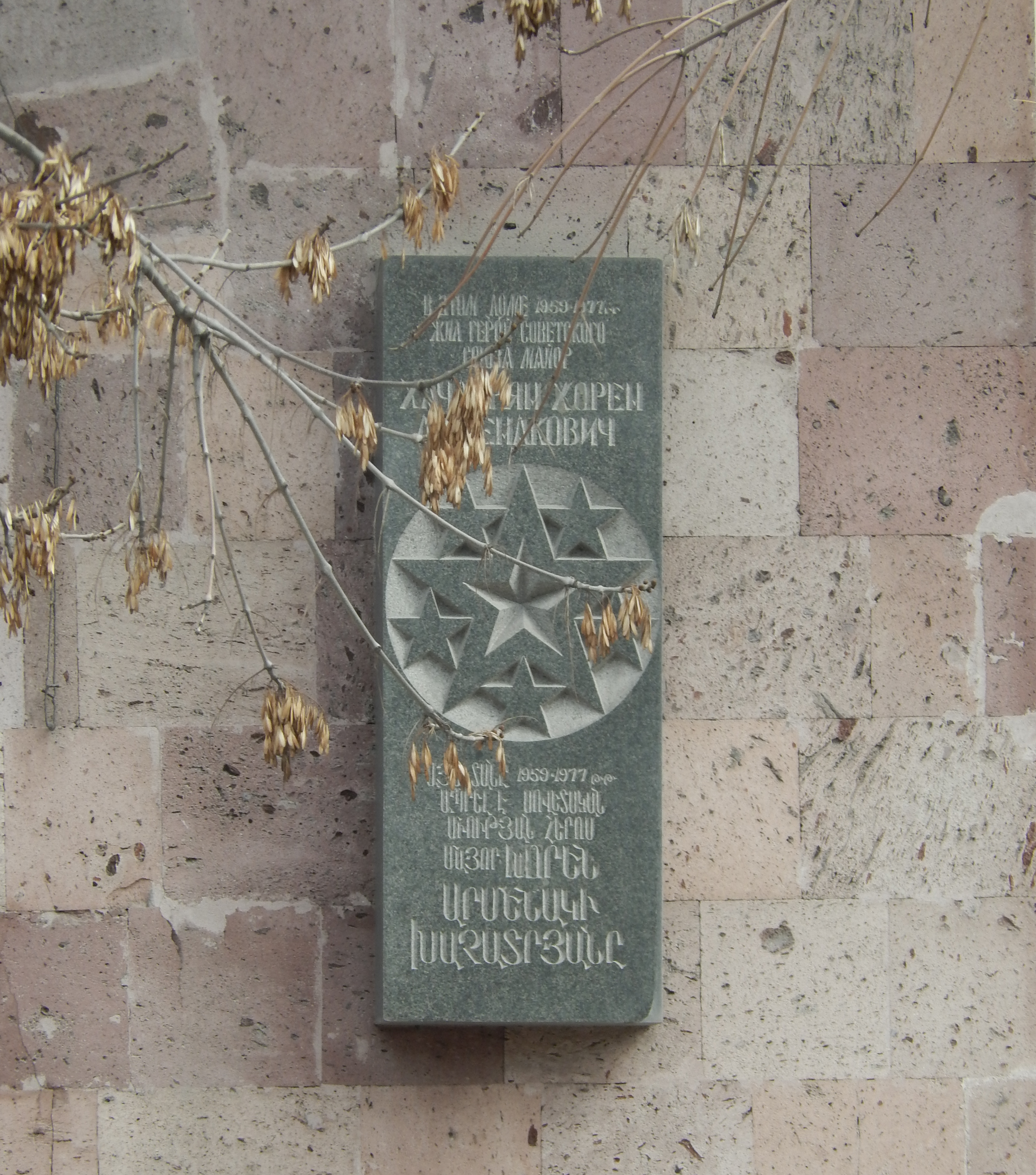

В 1942 окончил Сухумское военное пехотное училище.
С декабря 1942 года в действующей армии в звании лейтенанта.
Указом Президиума Верховного Совета СССР от 24 марта 1945 года за мужество, отвагу и героизм, проявленные в борьбе с немецко-фашистскими захватчиками, лейтенанту Хачатряну Хорену Арменаковичу присвоено звание Героя Советского Союза с вручением ордена Ленина и медали «Золотая Звезда» (№ 6497).
С 1944 член ВКП(б), КПСС.
После войны офицер запаса. С 1975 года майор запаса.
В 1948 году окончил Ереванский сельскохозяйственный институт по специальности «инженер-механик».
В 1951—1962 годах — ассистент, а затем доцент Ереванского сельскохозяйственного института.
В 1962—1972 годах — директор Армянского научно-исследовательского института механизации и электрификации сельского хозяйства.
В 1972—1977 годах — заведующий кафедрой сельскохозяйственных машин Армянского сельскохозяйственного института.
Похоронен на Тохмахском кладбище в Ереване.

## Награды
- Медаль «Золотая Звезда» Героя Советского Союза;
- орден Ленина;
- орден Красного Знамени;
- орден Отечественной войны 2-й степени;
- два ордена Трудового Красного Знамени;
- орден Красной Звезды;
- медали.

## Избранные труды
Опубликовано около 150 научных трудов по проблемам механизации горного земледелия, проблемам механизированной уборки и обработки плодов, работе почвообрабатывающих орудий в условиях горного рельефа.
- Хачатрян Х. А. Стабильность работы почвообрабатывающих агрегатов. — М.: Машиностроение, 1974. — 204 с.
- Хачатрян Х. А. Сельскохозяйственные террасы: механизация строительства и использование. — М.: Колос, 1973. — 215 с.
- Хачатрян Х. А. Вопросы механизации уборки и транспортировки плодов.. — Ереван: Айастан, 1967. — 186 с.
- Хачатрян Х. А. Работа сельскохозяйственных агрегатов на сильно пересеченной местности.. — Ереван: АН Арм.ССР, 1965. — 259 с. — ISBN 5-10-000324-3.
- Хачатрян Х. А. Работа почвообрабатывающих орудий в условиях горного рельефа.. — Ереван: Айпетрат, 1963. — 259 с.